# Communauté d’agglomération Grand Calais Terres et Mers
Die Communauté d’agglomération Grand Calais Terres et Mers ist ein französischer Gemeindeverband mit der Rechtsform einer Communauté d’agglomération im Département Pas-de-Calais in der Region Hauts-de-France. Sie wurde am 1. Januar 2019 gegründet und besteht aus 14 Gemeinden. Der Verwaltungssitz befindet sich in der Stadt Calais.

## Historische Entwicklung
Der Gemeindeverband entstand mit Wirkung vom 1. Januar 2019 aus der Fusion der Vorgängerorganisation Communauté d’agglomération du Calaisis und den vier Gemeinden Bonningues-lès-Calais, Peuplingues, Pihen-lès-Guînes und Saint-Tricat aus dem Gemeindeverband Communauté de communes Pays d’Opale.

## Mitgliedsgemeinden
| Gemeinde                                               | Einwohner 1. Januar 2022 | Fläche km² | Dichte Einw./km² | Code INSEE | Postleitzahl |
| ------------------------------------------------------ | ------------------------ | ---------- | ---------------- | ---------- | ------------ |
| Bonningues-lès-Calais                                  | 598                      | 8,49       | 70               | 62156      | 62340        |
| Calais                                                 | 67.585                   | 33,50      | 2.017            | 62193      | 62100        |
| Coquelles                                              | 2.625                    | 8,77       | 299              | 62239      | 62231        |
| Coulogne                                               | 5.403                    | 9,16       | 590              | 62244      | 62137        |
| Escalles                                               | 218                      | 7,29       | 30               | 62307      | 62179        |
| Fréthun                                                | 1.393                    | 7,92       | 176              | 62360      | 62185        |
| Hames-Boucres                                          | 1.428                    | 12,82      | 111              | 62408      | 62340        |
| Les Attaques                                           | 2.065                    | 20,81      | 99               | 62043      | 62730        |
| Marck                                                  | 10.468                   | 31,55      | 332              | 62548      | 62730        |
| Nielles-lès-Calais                                     | 281                      | 2,49       | 113              | 62615      | 62185        |
| Peuplingues                                            | 789                      | 10,43      | 76               | 62654      | 62231        |
| Pihen-lès-Guînes                                       | 530                      | 9,25       | 57               | 62657      | 62340        |
| Saint-Tricat                                           | 775                      | 7,35       | 105              | 62769      | 62185        |
| Sangatte                                               | 4.755                    | 14,28      | 333              | 62774      | 62231        |
| Communauté d’agglomération Grand Calais Terres et Mers | 98.913                   | 184,11     | 537              | –          | –            |